# Premier Division (Ierland) 2013
De Premier Division 2013 was de 93ste editie van de strijd om de titel in de hoogste afdeling van het Ierse voetbal. De clubs speelden drie keer tegen elkaar in één seizoen. Sligo Rovers trad aan als titelverdediger. Het was echter St. Patrick's Athletic dat op twee speeldagen van het einde, na een 2-0-overwinning tegen de uittredende landskampioen Sligo, zelf landskampioen werd. De reguliere competitie begon op 8 maart en eindigde op 25 oktober, waarna de play-offs (promotie/degradatie) begonnen.

## Eindstand
| №  | Club                      | WG | W  | G  | V  | DV | DT | +/– | Punten |
| -- | ------------------------- | -- | -- | -- | -- | -- | -- | --- | ------ |
| 1  | St. Patrick's Athletic    | 33 | 21 | 8  | 4  | 56 | 20 | +36 | 71     |
| 2  | Dundalk                   | 33 | 21 | 5  | 7  | 55 | 30 | +25 | 68     |
| 3  | Sligo Rovers              | 33 | 19 | 9  | 5  | 53 | 22 | +31 | 66     |
| 4  | Derry City                | 33 | 17 | 5  | 11 | 57 | 39 | +18 | 56     |
| 5  | Shamrock Rovers           | 33 | 13 | 13 | 7  | 43 | 28 | +15 | 52     |
| 6  | Cork City                 | 33 | 13 | 7  | 13 | 47 | 50 | –3  | 46     |
| 7  | Limerick                  | 33 | 11 | 9  | 13 | 38 | 46 | –8  | 42     |
| 8  | Drogheda United           | 33 | 8  | 14 | 11 | 44 | 46 | –2  | 38     |
| 9  | University College Dublin | 33 | 8  | 6  | 19 | 45 | 73 | –28 | 30     |
| 10 | Bohemians Dublin          | 33 | 7  | 8  | 18 | 27 | 47 | –20 | 29     |
| 11 | Bray Wanderers            | 33 | 7  | 6  | 20 | 33 | 66 | –33 | 27     |
| 12 | Shelbourne                | 32 | 5  | 6  | 22 | 25 | 56 | –31 | 21     |

|  | Kwalificatie voor de tweede voorronde van de UEFA Champions League 2014/15 |
|  | Kwalificatie voor de eerste voorronde van de UEFA Europa League 2014/15    |
|  | Play-off om promotie/degradatie                                            |
|  | Degradatie naar de First Division                                          |

## Play-offs

### Promotie/degradatie
|                      |                |       |               |  |
| 28 oktober 19:45 uur | Bray Wanderers | 2 – 2 | Longford Town |  |
| 28 oktober 19:45 uur |                |       |               |  |

|                      |               |       |                |  |
| 1 november 19:45 uur | Longford Town | 2 – 3 | Bray Wanderers |  |
| 1 november 19:45 uur |               |       |                |  |

## Prijzen

### Speler van de Maand
| Maand     | Speler          | Club                   |
| --------- | --------------- | ---------------------- |
| Maart     | Anthony Elding  | Sligo Rovers           |
| April     | Barry McNamee   | Derry City             |
| Mei       | Killian Brennan | St. Patrick's Athletic |
| Juni      | Jason Byrne     | Bray Wanderers         |
| Juli      | Patrick Hoban   | Dundalk                |
| Augustus  | Richie Towell   | Dundalk                |
| September | Anthony Flood   | St. Patrick's Athletic |
| Oktober   | Ciaran Kilduff  | Cork City              |
| November  | Danny North     | Sligo Rovers           |

Nationale competities:
Albanië · Armenië · België · Bosnië en Herzegovina · Bulgarije · Cyprus · Denemarken · Duitsland · Engeland · Estland ('12 '13) · Faeröer ('12 '13) · Finland ('12 '13) · Frankrijk · Griekenland · Hongarije · Ierland ('12 '13) · IJsland ('12 '13) · Israël · Italië · Kazachstan ('12 '13) · Kroatië · Letland ('12 '13) · Litouwen ('12 '13) · Luxemburg · Montenegro · Nederland · Noorwegen ('12 '13) · Oekraïne · Oostenrijk · Polen · Portugal · Roemenië · Rusland · San Marino · Schotland · Servië · Slovenië · Slowakije · Spanje · Tsjechië · Turkije · Zweden · Zwitserland
Europese competities: Super Cup 2013 · Champions League · Europa League
Nationale competities:
Albanië · Andorra · Armenië · België · Bosnië en Herzegovina · Bulgarije · Cyprus · Denemarken · Duitsland · Engeland · Estland ('13 '14) · Faeröer ('13 '14) · Finland ('13 '14) · Frankrijk · Gibraltar · Griekenland · Hongarije · IJsland ('13 '14) · Ierland ('13 '14) · Israël · Italië · Kazachstan ('13 '14) · Kroatië · Letland ('13 '14) · Litouwen ('13 '14) · Luxemburg · Macedonië · Malta · Moldavië · Montenegro · Nederland · Noord-Ierland · Noorwegen ('13 '14) · Oekraïne · Oostenrijk · Polen · Portugal · Roemenië · Rusland · San Marino · Schotland · Servië · Slovenië · Slowakije · Spanje · Tsjechië · Turkije · Wales · Zweden · Zwitserland
Europese competities: Super Cup 2014 · Champions League · Europa League